# Alex Cavallini
Alexandria „Alex“ Cavallini, geb. Rigsby, (* 3. Januar 1992 in Delafield, Wisconsin) ist eine US-amerikanische Eishockeytorhüterin, die seit 2019 für das New Hampshire Charter der PWHPA spielt. Cavallini ist seit 2012 Mitglied der Frauen-Eishockeynationalmannschaft der Vereinigten Staaten und mehrfache Weltmeisterin sowie Olympiasiegerin.

## Karriere

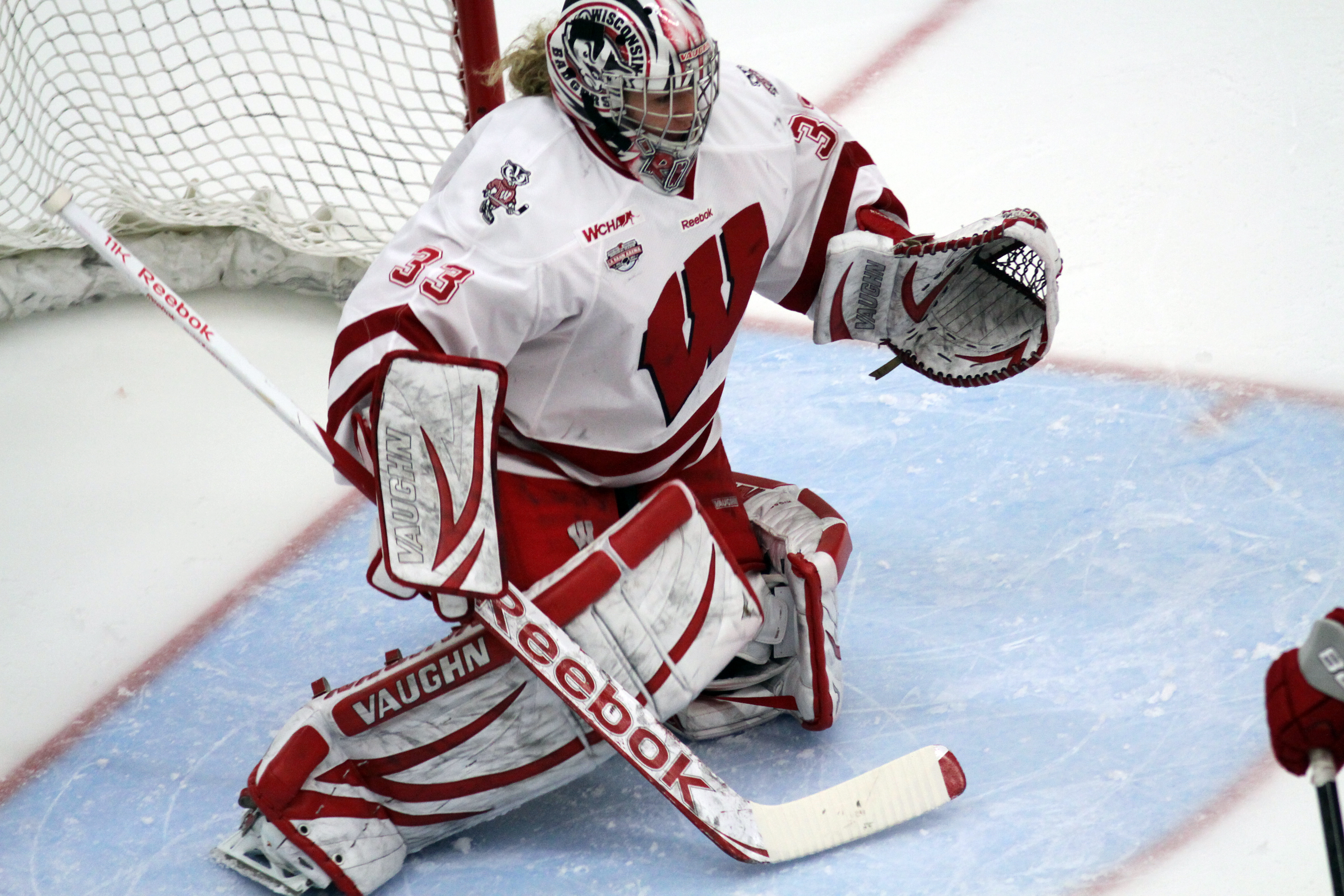
Cavallini im Trikot der Wisconsin Badgers

Cavallini verbrachte ihre Highschool-Zeit an der Arrowhead High School in Hartland im Bundesstaat Wisconsin, an der sie zwischen 2006 und 2010 spielte. Während dieser Zeit nahm die Torhüterin mit der US-amerikanischen U18-Auswahl in den Jahren 2009 und 2010 an der U18-Junioren-Weltmeisterschaft teil. Dabei gewann sie eine Gold- sowie eine Silbermedaille. Zudem wurde sie bei beiden Austragungen als bester Torwart des Turniers ausgezeichnet und war damit als Stammtorhüterin maßgeblich an den Medaillengewinnen beteiligt. Ihre Leistungen in diesem Zeitraum waren so beeindruckend, dass sie als erste Frau im Entry Draft der United States Hockey League – der höchstklassigen Liga für männliche Junioren im US-amerikanischen Verbandssystem – ausgewählt wurde. Nach ihrem Schulabschluss im Sommer 2010 zog es Cavallini an die University of Wisconsin–Madison, wo sie parallel zu ihrem Studium für das Universitätsteam in der Western Collegiate Hockey Association, einer Division im Spielbetrieb der National Collegiate Athletic Association, zwischen den Pfosten stand. Gleich in ihrer Rookiespielzeit avancierte Cavallini zur Stammtorhüterin und gewann mit der Universität sowohl die Divisions-Meisterschaft der WCHA als auch die nationale Collegemeisterschaft der NCAA. Aufgrund ihrer Leistungen empfahl sich Cavallini auch für die Frauen-Eishockeynationalmannschaft der Vereinigten Staaten. Diese vertrat sie auf internationaler Bühne erstmals beim 4 Nations Cup 2012.
In der Folge etablierte sich die Torhüterin in der Nationalmannschaft und wurde schließlich für die Weltmeisterschaft 2013 nominiert, bei der sie hinter den erfahreneren Konkurrentinnen Jessie Vetter und Brianne McLaughlin aber ohne Einsatz blieb. Dennoch konnte sie am Turnierende ihren ersten Weltmeisterschaftsgewinn feiern. In der Vorbereitung auf die Olympischen Winterspiele 2014 in Sotschi verlor Cavallini, die sich mittlerweile im letzten Jahr ihres Studiums befand, ihren Kaderplatz an die ebenfalls international erfahrenere Molly Schaus. Nach Abschluss ihres Studiums schloss sich Cavallini den ligaunabhängigen Minnesota Whitecaps an, mit denen sie lediglich Freundschaftsspiele bestritt und daher nicht am Ligaspielbetrieb teilnahm. Zudem verpflichtete sie sich beim US-amerikanischen Eishockeyverband USA Hockey. So bestritt sie die Weltmeisterschaften 2015, 2016 und 2017, bei denen sie ihre Weltmeisterschaftstitel zwei bis vier feiern konnte. Nachdem sie in den Jahren 2015 und 2016 als meist eingesetzte Torhüterin im US-Kader maßgeblich an den errungenen Titeln beteiligt war, verlor sie den Stammposten zur Weltmeisterschaft 2017 an Nicole Hensley. Bei den im Jahr darauf folgenden Olympischen Winterspiele 2018 in Pyeongchang war Cavallini nur noch dritte Torhüterin im Aufgebot und blieb hinter Maddie Rooney und Nicole Hensley komplett ohne Einsatz. Dennoch feierte sie mit den US-Amerikanerinnen am Turnierende den Gewinn der olympischen Goldmedaille.
Zur Saison 2018/19 verließ Cavallini die Whitecaps und wechselte zu den Calgary Inferno in die Canadian Women’s Hockey League. Dort feierte sie am Saisonende den Gewinn des Clarkson Cups. Mit der US-Nationalmannschaft gewann sie wenige Wochen später als Stammtorhüterin abermalig den Weltmeistertitel.
Nach der Saison 2018/19 wurde die CWHL aufgelöst und Cavallini  entschied sich für einen Beitritt zur Professional Women’s Hockey Players Association (PWHPA), für dessen New Hampshire Charter sie seither spielt. Bei der Weltmeisterschaft 2021 gewann sie mit dem Team USA die Silbermedaille. Im Januar 2022 wurde sie für den finalen Olympiakader nominiert und gewann mit dem Nationalteam die Silbermedaille bei den Olympischen Winterspielen in Peking.

## Erfolge und Auszeichnungen
- 2011 WCHA-Meisterschaft mit der University of Wisconsin–Madison
- 2011 NCAA-Division-I-Championship mit der University of Wisconsin–Madison
- 2019 Clarkson-Cup-Gewinn mit den Calgary Inferno

### International
| - 2009 Goldmedaille bei der U18-Frauen-Weltmeisterschaft - 2009 Beste Torhüterin der U18-Junioren-Weltmeisterschaft - 2010 Silbermedaille bei der U18-Frauen-Weltmeisterschaft - 2010 Beste Torhüterin der U18-Junioren-Weltmeisterschaft - 2013 Goldmedaille bei der Weltmeisterschaft - 2015 Goldmedaille bei der Weltmeisterschaft - 2016 Goldmedaille bei der Weltmeisterschaft | - 2017 Goldmedaille bei der Weltmeisterschaft - 2018 Goldmedaille bei den Olympischen Winterspielen - 2019 Goldmedaille bei der Weltmeisterschaft - 2021 Silbermedaille bei der Weltmeisterschaft - 2022 Silbermedaille bei den Olympischen Winterspielen |

## Karrierestatistik
Stand: Ende der Saison 2018/19

### International
Vertrat die USA bei:
| - U18-Frauen-Weltmeisterschaft 2009 - U18-Frauen-Weltmeisterschaft 2010 - Weltmeisterschaft 2013 - Weltmeisterschaft 2015 - Weltmeisterschaft 2016 | - Weltmeisterschaft 2017 - Olympischen Winterspielen 2018 - Weltmeisterschaft 2019 - Weltmeisterschaft 2021 - Olympischen Winterspielen 2022 |

(Legende zur Torhüterstatistik: GP oder Sp = Spiele insgesamt; W oder S = Siege; L oder N = Niederlagen; T oder U oder OT = Unentschieden oder Overtime- bzw. Shootout-Niederlage; Min. = Minuten; SOG oder SaT = Schüsse aufs Tor; GA oder GT = Gegentore; SO = Shutouts; GAA oder GTS = Gegentorschnitt; Sv% oder SVS% = Fangquote; EN = Empty Net Goal; 1 Play-downs/Relegation; Kursiv: Statistik nicht vollständig)

## Persönliches
Im Juli 2019 heiratete die als Alex Rigsby geborene Torhüterin ihren langjährigen Freund und trägt seither dessen Nachnamen Cavallini.